# Seznam slovenskih hokejskih klubov
Seznam slovenskih hokejskih klubov
- Hokejski klub Acroni Jesenice
- Hokejski klub Olimpija
- Hokejski klub Slavija
- Hokejski klub Triglav Kranj
- Hokejski klub Stavbar Maribor
- Hokejski klub Alfa Ljubljana
- Hokejski klub Celje
- Hokejski klub Mlade kategorije Bled
- Hokejski klub Bled